# Kurt Haustein
Kurt Haustein (* 1. November 1912; † im Zweiten Weltkrieg) war ein deutscher Turner und einer der erfolgreichsten der Leipziger Turngeschichte.

## Leben
Haustein, ausgebildeter Bautechniker, turnte für den ATV Leipzig 1845 und vertrat die Leipziger Städtemannschaft. 

### Erfolge
Haustein nahm mehrfach an Deutschen Turn-Meisterschaften teil. So wurde er 1934 in Dortmund 14. im Mehrkampf, 1941 erreichte er in Karlsruhe einen 7. Platz.
Zudem gehörte der Leipziger zeitweise der Deutschlandriege, der Turnnationalmannschaft, an. Beim Länderkampf gegen Polen am 11. Dezember 1938 in Dresden wurde er drittbester Turner.
Beim Länderkampf gegen Ungarn am 30. März 1941 in der Stuttgarter Stadthalle erreichte er einen 8. Platz in der Einzelwertung.
Haustein fiel im Zweiten Weltkrieg.